# 傑拉德·古拉尼
傑拉德·古拉尼 （英語：Gerald Guralnik，1936年9月17日—2014年4月26日），美国物理学家，布朗大學物理系「校長」教授，美國物理學會院士，美國國家科學基金會研究員，艾爾弗·斯隆基金研究員。 
1964年，古拉尼與卡爾·哈庚、湯姆·基博爾共同提出希格斯機制與希格斯玻色子理論。另外還有兩個研究小組也在同年獨立地提出類似結果，一組為弗朗索瓦·恩格勒和羅伯特·布繞特，另一組為彼得·希格斯。六位物理學者分別發表的三篇論文，在《物理評論快報》50周年慶祝文獻裏被公認為里程碑論文。2010年，美國物理學會頒發理論粒子物理學櫻井獎給他們，因為他們「詳細闡述，在四維相對論性規範場論裏，自發對稱性破缺的性質與向量玻色子質量的持續守恆生成。」
2014年，古拉尼因心臟病發作離世，享壽77歲。

## 啟蒙時期
1936年9月17日，古拉尼在美國愛荷華州的一個小城希德弗斯（Cedar Falls）出生。希德弗斯的居民大約有10,000人，附近有寬廣肥沃的農田。由於小城沒有公共運輸，去任何地方都必須開私家車。在那年代，古拉尼和大多數他的朋友，雖然年齡只有13歲，就可以合法地獨自開私家車上學。由於缺乏最基本的交通安全知識，他有好幾位懵懵懂懂的年幼朋友都因為嚴重交通事故而往生。
古拉尼出生於富裕人家，祖父以勤儉起家，創建了很大的雜貨店連鎖企業。當古拉尼就讀於小學時，他便對照相產生極大的興趣。在中學裏，他又義務幫助校刊與年刊做些拍照與洗照片的工作，因此接觸到一些關於化學與照相光學的書籍。後來，更引起他對於工程學與物理學的興趣。
本來，古拉尼很想去愛荷華州立大學專修工程學，他有很多朋友申請到那裏讀書。但是，高瞻遠矚的父親認為他應該換個環境讀書，堅持要他申請麻省理工學院，甚至幫他填寫申請表。由於他的表現傑出，兩個大學都錄取他為學生。父命難違，他最终选择到位于剑桥的麻省理工學院念書。

## 求學時期
古拉尼進入麻省理工學院之後不久，就發覺同學們的數學程度超高，原來他們都已經準備好了。他只能快馬加鞭，奮力追趕。在學校裏的第二年，他遇到了哈庚，兩個人成為同窗好友與研究夥伴。1958年，古拉尼獲得學士學位。
畢業後，古拉尼轉入哈佛大學攻讀博士。由於個人覺得未來諾貝爾物理學獎得主約翰·凡扶累克講述的量子力學非常枯燥無味，他決定不再選修進階量子力學，轉而選修量子場論。未來諾貝爾物理學獎得主朱利安·施溫格是這門課的教授。施溫格很會講課，能夠把艱深的教材變得非常活潑有趣。古拉尼認為這堂課是最有意思的一堂課。由於受到施溫格的啟發，古拉尼決定進入理論物理領域。1964年，得到博士學位。

## 職業生涯
1964年至1965年，他申請成為倫敦帝國學院的博士後研究員，並且獲得國家科學基金會資助。之後，又搬遷到羅徹斯特大學擔任博士後研究員。羅徹斯特大學物理系的系主任羅伯特·馬俠克（Robert Marshak）嚴肅地勸導他不要再搞任何關於希格斯機制的研究，否則他很可能再也找不到工作。從此，他大多數時間都在研究量子場論的其它問題，主要是應用電腦來解析一些量子場論的基本問題。
1967年，他被聘請為布朗大學的副教授。1973年，擢升為正教授。古拉尼時常會拜訪倫敦帝國學院與洛斯阿拉莫斯國家實驗室。從1985年至1987年，他任職為洛斯阿拉莫斯國家實驗室的研究員。在那裏，對於格點量子色動力學（Lattice QCD）計算方法的發展與應用，他做出很多貢獻。
古拉尼近期的研究領域主要是在量子場論與廣義相對論，特別是相結構（phase structure）、理論分析或數值分析量子場論的完全解。他是「代用腦計畫」（Ersatz Brain Project）的成員之一，這計畫的目標是設計一個類似人腦，具有人腦功能的電腦。

## 物理世家
古拉尼有一個美滿的家庭。他與妻子蘇珊共育有一個兒子，撒卡利，也是一位理論物理學者。撒卡利與父親合作發表了很多篇論文。

## 參閱
- 探尋希格斯玻色子時間軸
- 大型電子正子對撞機
- 兆電子伏特加速器
- 大型強子對撞機

## 外部連結
- 古拉尼個人網頁 （页面存档备份，存于）
- 古拉尼、哈庚、基博爾共同研究發展自發對稱性破缺與規範粒子理論的經過：The History of the Guralnik, Hagen and Kibble development of the Theory of Spontaneous Symmetry Breaking and Gauge Particles （页面存档备份，存于）